# Doriane Pin
Doriane Pin (Ivry-sur-Seine, 6 gennaio 2004) è una pilota automobilistica francese, nel 2022 ha vinto il Ferrari Challenge Europe - Trofeo Pirelli (Pro) ed è arrivata terza nelle Finali Mondiali. Sempre nel 2022 ha vinto la 24 Ore di Spa (Coppa d'oro).
Dal 2024 è entrata nella Mercedes Junior Team.

## Carriera
Pin inizia a correre in kart all'età di nove anni, partecipando al campionato nazionale. Dopo tre anni nella serie, dove ha vinto nel 2019 nella categoria femminile, passa alla FIA Motorsport Games. Nel 2020 la ragazza francese debutta nelle corse automobilistiche, gareggiando con il team GPA Racing nella Renault Clio Cup Francese.
Nel 2021 si unisce al team Iron Lynx. Con il team italiano partecipa alla Le Mans Cup nella classe GT3, dove dopo un primo ritiro ottiene cinque podi consecutivi, tra cui il secondo posto sul Circuito di la Sarthe. Sempre in quell'anno partecipa a due gare del Ferrari Challenge Europe e altre due del GT World Challenge Europe Endurance Cup. In novembre viene selezionata per prendere parte a un test di FIA di Formula 3 sul Circuito di Magny-Cours insieme a Maya Weug, Nerea Martí e Irina Sidorkova.
A fine 2021 prende parte al FIA Girls on Track, prima edizione dello scouting organizzato dalla Scuderia Ferrari per giovani promettenti. Durante i test Pin si dimostra molto competitiva ma alla fine viene scelta Maya Weug ed entra nella Ferrari Driver Academy.
Nel 2022 rimasta legata al team Iron Lynx partecipa all'intera stagione della Ferrari Challenge Europe - Trofeo Pirelli (Pro), Pin ottiene ben nove vittorie nelle quattordici gare, laureandosi così campionessa nella serie davanti a John Wartique e Luka Nurmi. La francese ottiene anche il terzo posto nelle finali mondiali del cavallino. Doriane Pin, con il team italiano, scende anche in pista nei tre round conclusivi della European Le Mans Series, dove conquista la pole e poi il secondo posto in gara a Spa-Francorchamps e vince a Portimão nella classe GTE.
Insieme a Sarah Bovy, Rahel Frey e Michelle Gatting partecipa alla 24 Ore di Spa sotto i colori del team Iron Dames. L'equipaggio chiude diciottesimo in classifica generale e vince nella classe Gold Cup.

### Mondiale Endurance

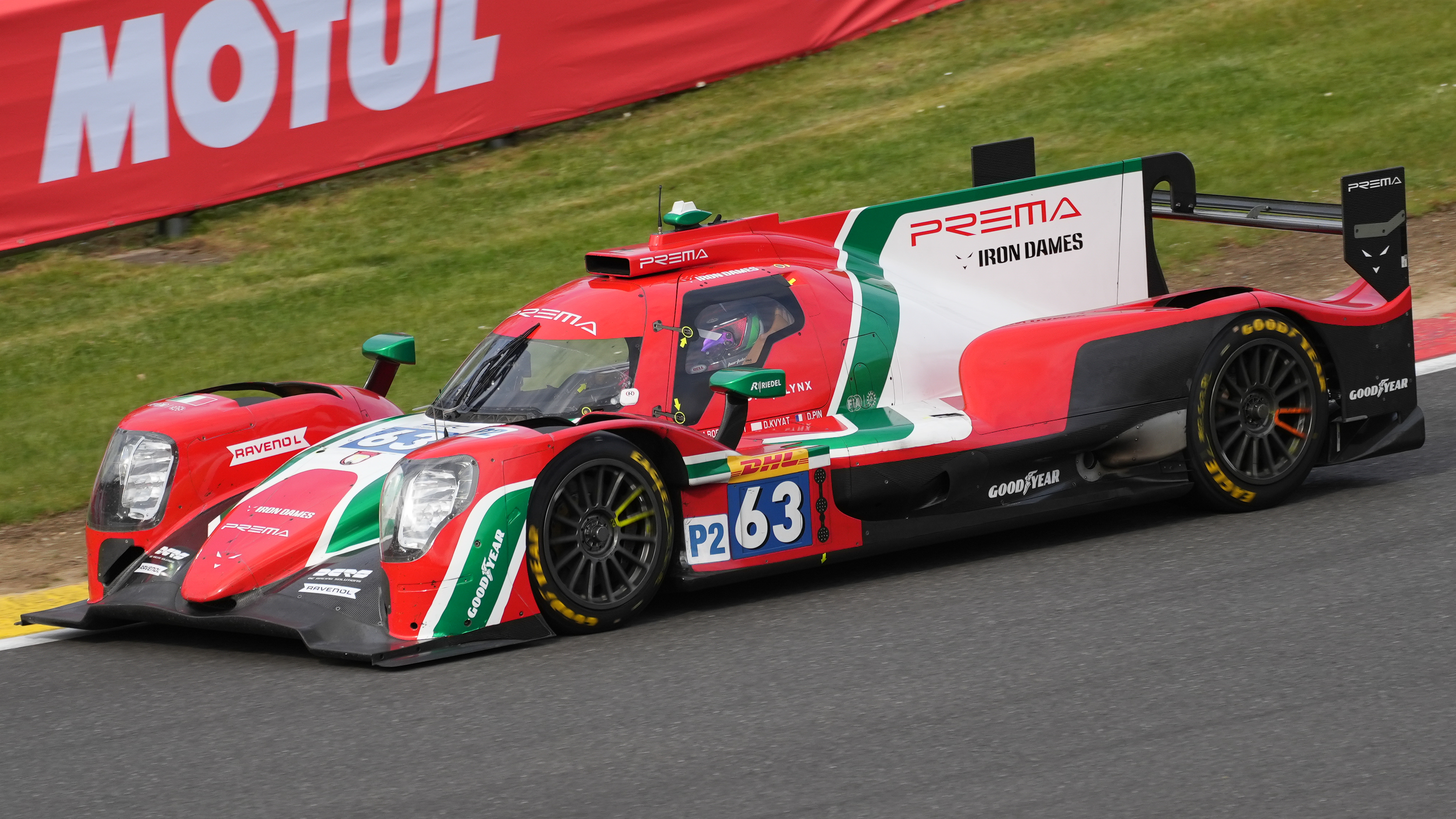
Doriane Pin durante la 6 ore di Spa 2023

Visti gli ottimi risultati conquistati tra Ferrari Challenge e European Le Mans Series, Pin partecipa alla guida della Ferrari 488 GTE Evo alla 6 Ore di Spa-Francorchamps, round valido per il Campionato del mondo endurance. A fine stagione viene selezionata dalla FIA per prendere parte ai test Rookie a bordo di un prototipo LMP2.
Per la stagione 2023, Pin passa al team Prema correndo il mondiale nella classe LMP2 insieme a Daniil Kvyat e a Mirko Bortolotti. I tre chiudono al nono posto nella classifica di categoria, con un secondo posto nella inaugurale 1000 Miglia di Sebring come miglior risultato, mentre alla 24 Ore di Le Mans sono costretti al ritiro. Pin a fine anno vince comunque il premio Rivelazione dell'Anno 2023 del WEC.
Nel gennaio del 2024 prende parte alla 24 Ore di Daytona correndo con la Lamborghini Huracán GT3 Evo 2 del team Iron Dames. Per il resto della stagione rimane con l'Iron Dames correndo nel Campionato del mondo endurance classe GT3 con l'Huracán GT3 Evo 2. Salta la 6 Ore di Spa-Francorchamps, per la concomitanza con la Formula Regional e la 24 Ore di Le Mans 2024 per un infortunio conseguito in monoposto.

### Corse in monoposto

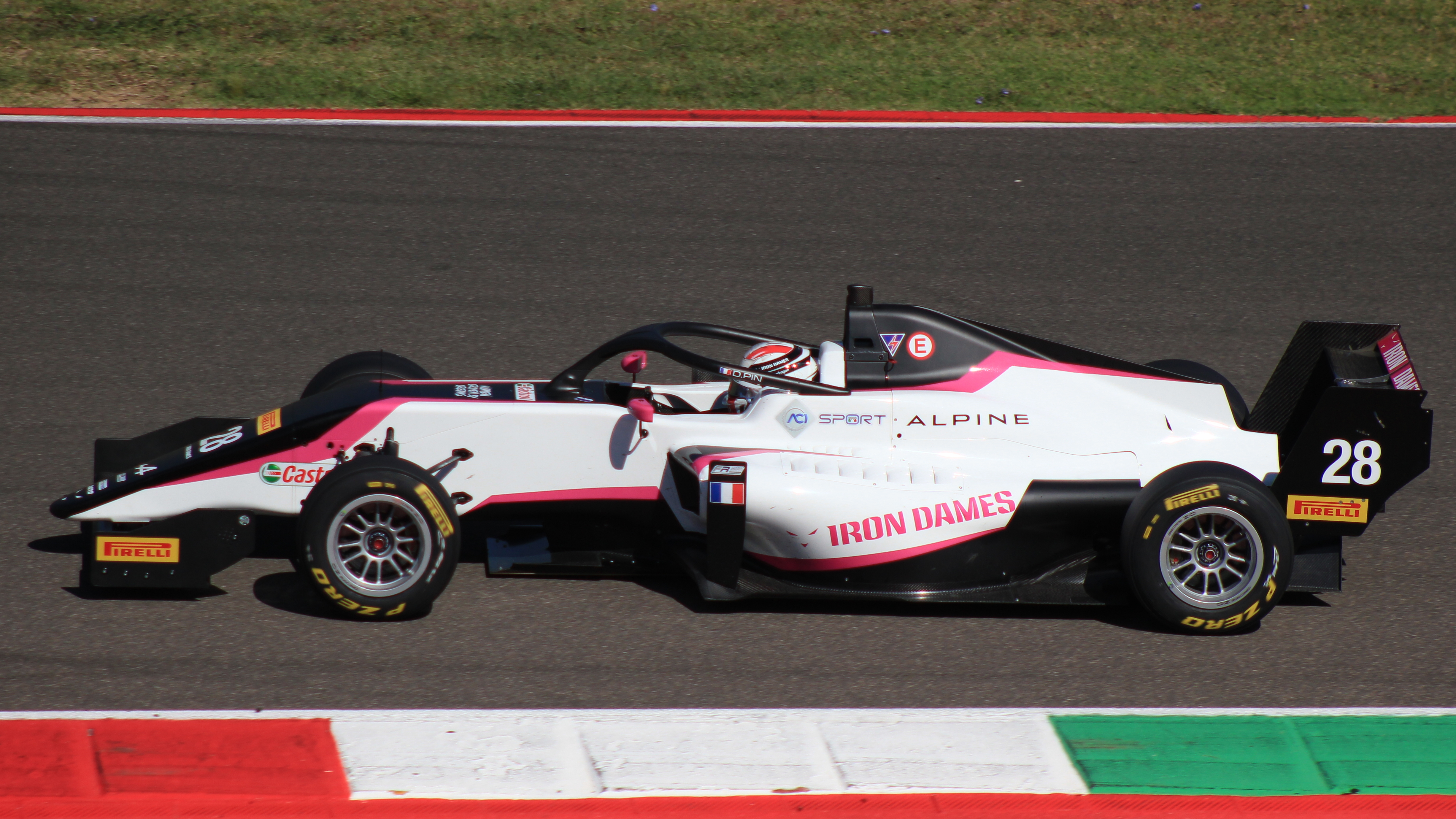
Doriane Pin alla guida della Tatuus F3 T-318 nel 2024

Nel 2023 dopo il suo impegno nel WEC partecipa ai due round finali della Formula 4 del Sud-Est Asiatico con la Prema Racing, per Pin è l'esordio su una vettura monoposto. La ragazza dimostra molta velocita conquistando, in sei gare, ben quattro podi tra cui anche una vittoria. Pur avendo saltato tre corse, Pin conclude il breve campionato al secondo dietro Jack Beeton.
Nel inverno del 2024 partecipa alla Formula 4 degli Emirati Arabi Uniti guidando per la Prema Racing. In seguito, viene annunciata tra i nuovi membri della Mercedes Junior Team, il team tedesco supporterà Pin nella F1 Academy. Nello stesso periodo prende parte alla Formula Regional europea con il team Iron Dames. Nella seconda tappa del campionato Pin si frattura una costola saltando cosi il round di Zandvoort.
Nell'inverno del 2025 prenderà parte agli ultimi tre round del Formula Regional Middle East Championship con Prema Racing. Sempre con il team italiano disputerà una seconda stagione in F1 Academy e nella Formula Regional Europea.

## Risultati

### Riassunto della carriera
| Stagione | Serie                                                    | Team                             | Gare | Vittorie | Pole | G.V | Podio | Punti | Pos. |
| -------- | -------------------------------------------------------- | -------------------------------- | ---- | -------- | ---- | --- | ----- | ----- | ---- |
| 2020     | Renault Clio Cup France                                  | GPA Racing                       | 6    | 0        | 0    | 0   | 0     | 198   | 14º  |
| 2021     | Le Mans Cup - GT3                                        | Iron Lynx                        | 6    | 0        | 0    | 0   | 5     | 67    | 5º   |
| 2021     | GT World Challenge Europe Endurance Cup - Pro-Am         | Iron Lynx                        | 2    | 0        | 0    | 0   | 0     | 17    | 23º  |
| 2021     | Ferrari Challenge Europe - Trofeo Pirelli (Pro)          | Scuderia Niki Hasler - Iron Lynx | 2    | 0        | 0    | 0   | 0     | 9     | 9º   |
| 2022     | Ferrari Challenge Europe - Trofeo Pirelli (Pro)          | Scuderia Niki Hasler - Iron Lynx | 14   | 9        | 10   | 11  | 13    | 213   | 1º   |
| 2022     | Ferrari Challenge Finali Mondiali - Trofeo Pirelli (Pro) | Scuderia Niki Hasler - Iron Lynx | 1    | 0        | 0    | 0   | 1     | N/A   | 3º   |
| 2022     | Mondiale endurance - GTE Am                              | Iron Dames                       | 1    | 0        | 0    | 0   | 0     | 1     | 27º  |
| 2022     | European Le Mans Series - GTE                            | Iron Dames                       | 3    | 1        | 0    | 1   | 2     | 44    | 9º   |
| 2023     | Mondiale endurance - LMP2                                | Prema Racing                     | 7    | 0        | 1    | 0   | 1     | 63    | 9º   |
| 2023     | Formula 4 del Sud-Est Asiatico                           | Prema Racing                     | 6    | 1        | 0    | 1   | 4     | 82    | 2º   |
| 2024     | Formula 4 degli Emirati Arabi Uniti                      | Prema Racing                     | 12   | 1        | 1    | 1   | 1     | 66    | 10º  |
| 2024     | F1 Academy                                               | Prema Racing                     | 14   | 3        | 5    | 4   | 8     | 217   | 2º   |
| 2024     | Mondiale endurance - LMGT3                               | Iron Dames                       | 2    | 0        | 0    | 0   | 0     | 6     | 29º  |
| 2024     | Campionato IMSA WeatherTech SportsCar                    | Iron Dames                       | 1    | 0        | 0    | 0   | 0     | 268   | 53º  |
| 2024     | Formula Regional europea                                 | Iron Dames                       | 15   | 0        | 0    | 0   | 0     | 0     | 27º  |

* Stagione in corso.

### Mondiale Endurance
| Anno    | Squadra      | Classe   | Vettura                       | SEB | SPA | LMS | MON | FUJ | BHR |     |     | Punti | Pos. |
| ------- | ------------ | -------- | ----------------------------- | --- | --- | --- | --- | --- | --- | --- | --- | ----- | ---- |
| 2022    | Iron Dames   | LMGTE Am | Ferrari 488 GTE Evo           |     | 10  |     |     |     |     |     |     | 1     | 27º  |
| Anno    | Squadra      | Classe   | Vettura                       | SEB | ALG | SPA | LMS | MON | FUJ | BHR |     | Punti | Pos. |
| 2023    | Prema Racing | LMP2     | Oreca 07                      | 2   | 4   | 10  | Rit | 7   | 10  | 5   |     | 63    | 9°   |
| Anno    | Squadra      | Classe   | Vettura                       | QAT | IMO | SPA | LMS | SÃO | COA | FUJ | BHR | Punti | Pos. |
| 2024    | Iron Dames   | LMGT3    | Lamborghini Huracán GT3 Evo 2 | 8   | NC  |     |     |     |     |     |     | 6*    |      |
| Legenda |              |          |                               |     |     |     |     |     |     |     |     |       |      |

* Stagione in corso.

### Risultati nel ELMS
| Anno    | Squadra    | Classe   | Vettura             | PAU | IMO | MON | BAR | SPA | POR | Punti | Pos. |
| ------- | ---------- | -------- | ------------------- | --- | --- | --- | --- | --- | --- | ----- | ---- |
| 2022    | Iron Dames | LMGTE Am | Ferrari 488 GTE Evo |     |     |     | Rit | 2   | 1   | 44    | 9º   |
| Legenda |            |          |                     |     |     |     |     |     |     |       |      |

### Gare di durata

#### 24 Ore di Spa
| Anno | Team       | Co-Pilota                              | Vettura             | Classe   | Giri | Pos. | Class Pos. |
| ---- | ---------- | -------------------------------------- | ------------------- | -------- | ---- | ---- | ---------- |
| 2022 | Iron Dames | Sarah Bovy Rahel Frey Michelle Gatting | Ferrari 488 GTE Evo | Gold Cup | 531  | 18º  | 1º         |

#### 24 Ore di Daytona
| Anno | Team       | Co-Pilota                              | Vettura                       | Classe | Giri | Pos. | Class Pos. |
| ---- | ---------- | -------------------------------------- | ----------------------------- | ------ | ---- | ---- | ---------- |
| 2023 | Iron Dames | Sarah Bovy Rahel Frey Michelle Gatting | Lamborghini Huracán GT3 Evo 2 | GTD    | 659  | 46º  | 17º        |

#### 24 ore di Le Mans
| Anno | Team       | Co-Piloti                     | Auto            | Classe | Giri | Pos. | Classe Pos. |
| ---- | ---------- | ----------------------------- | --------------- | ------ | ---- | ---- | ----------- |
| 2023 | Prema Team | Daniil Kvjat Mirko Bortolotti | Oreca 07-Gibson | LMP2   | 113  | Rit  | Rit         |

### Formula 4

#### Formula 4 del Sud-Est Asiatico
| Anno | Team         | 1   | 2   | 3   | 4   | 5   | 6   | 7   | 8   | 9   | Punti | Pos. |
| ---- | ------------ | --- | --- | --- | --- | --- | --- | --- | --- | --- | ----- | ---- |
| 2023 | Prema Racing | ZHU | ZHU | ZHU | SEP | SEP | SEP | SEP | SEP | SEP | 82    | 2º   |
| 2023 | Prema Racing |     |     |     | 10  | 3   | 6   | 3   | 2   | 1   | 82    | 2º   |

#### Formula 4 degli Emirati Arabi Uniti
| Anno | Team         | 1   | 2   | 3   | 4   | 5   | 6   | 7   | 8   | 9   | 10  | 11  | 12  | 13  | 14  | 15  | Punti | Pos. |
| ---- | ------------ | --- | --- | --- | --- | --- | --- | --- | --- | --- | --- | --- | --- | --- | --- | --- | ----- | ---- |
| 2024 | Prema Racing | ABU | ABU | ABU | ABU | ABU | ABU | DUB | DUB | DUB | ABU | ABU | ABU | DUB | DUB | DUB | 66    | 10º  |
| 2024 | Prema Racing | 8   | 20  | 6   | 5   | 24  | 6   | 7   | 13  | 16  | 1   | 10  | 8   |     |     |     | 66    | 10º  |

### F1 Academy
| Stagione | Team         | 1   | 2   | 3   | 4   | 5   | 6   | 7   | 8   | 9   | 10  | 11  | 12  | 13  | 14  | 15  | Punti | Pos. |
| -------- | ------------ | --- | --- | --- | --- | --- | --- | --- | --- | --- | --- | --- | --- | --- | --- | --- | ----- | ---- |
| 2024     | Prema Racing | JED | JED | MIA | MIA | CAT | CAT | ZAN | ZAN | SIN | SIN | LUS | LUS | YAS | YAS | YAS | 217   | 2º   |
| 2024     | Prema Racing | 1   | 9   | 2   | 3   | 7   | 5   | 5   | 1   | 3   | 3   | 1   | C   | 3   | 4   | 5   | 217   | 2º   |
| 2025     | Prema Racing | SHA | SHA | JED | JED | MIA | MIA | MON | MON | ZAN | ZAN | SIN | SIN | YAS | YAS |     | 31*   |      |
| 2025     | Prema Racing | 4   | 1   |     |     |     |     |     |     |     |     |     |     |     |     |     | 31*   |      |

### Risultati Formula Regional europea
(legenda) (Le gare in grassetto indicano la pole position) (Le gare in corsivo indicano Gpv)
| Stagione | Squadra    | 1   | 2   | 3   | 4   | 5   | 6   | 7   | 8   | 9   | 10  | 11  | 12  | 13  | 14  | 15  | 16  | 17  | 18  | 19  | 20  | Punti | Pos. |
| -------- | ---------- | --- | --- | --- | --- | --- | --- | --- | --- | --- | --- | --- | --- | --- | --- | --- | --- | --- | --- | --- | --- | ----- | ---- |
| 2024     | Iron Dames | HOC | HOC | SPA | SPA | ZAN | ZAN | HUN | HUN | MUG | MUG | LEC | LEC | IMO | IMO | RBR | RBR | CAT | CAT | MNZ | MNZ | 0     | 27º  |
| 2024     | Iron Dames | 23  | 23  | 22  | NP  |     |     |     |     | 26  | 24  | Rit | 14  | 21  | Rit | 17  | 17  | 24  | 20  | 21  | 25  | 0     | 27º  |